# Гейзельтальський буровугільний басейн

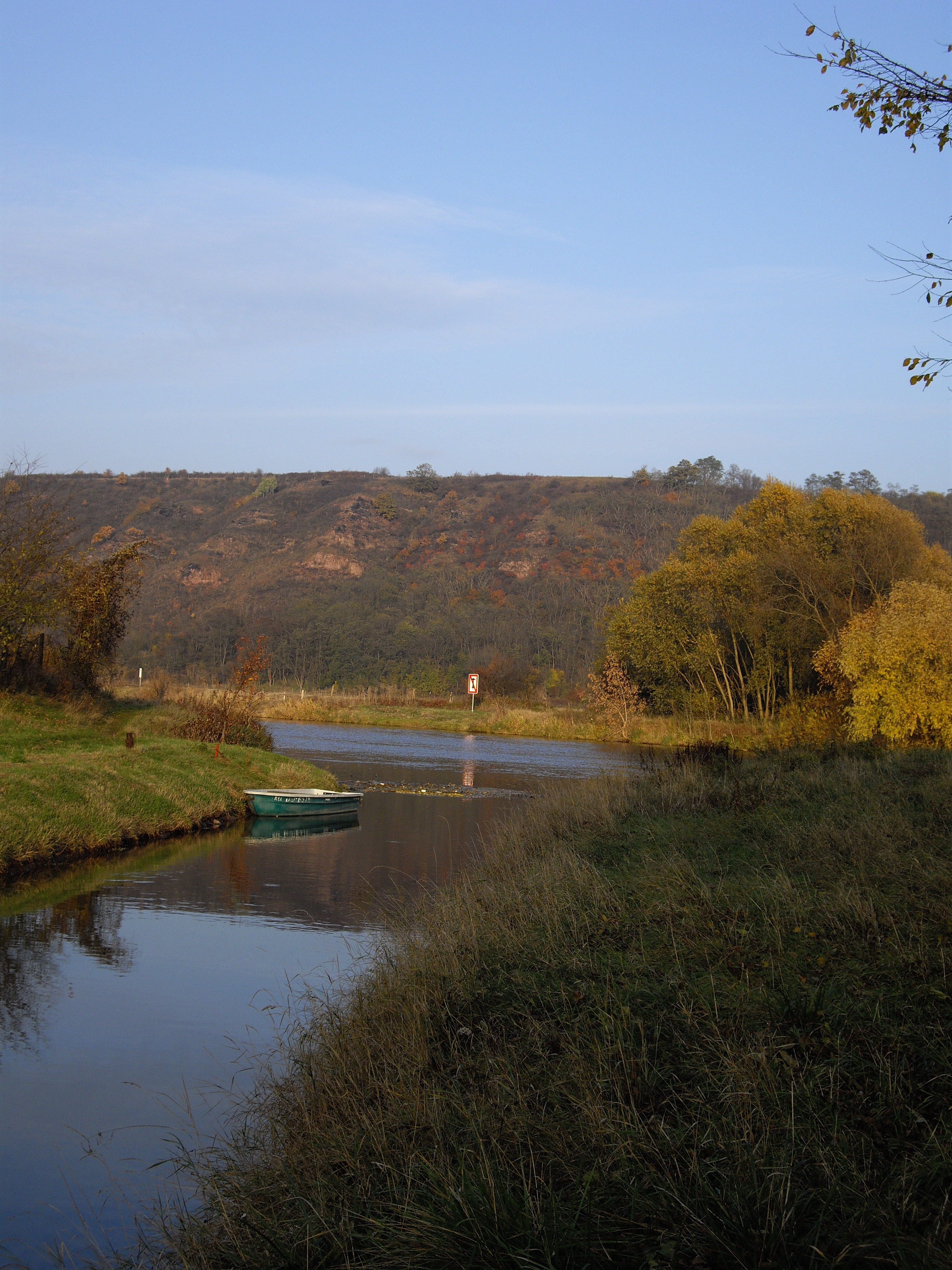
Долина річки Зале

Гейзельтальський буровугільний басейн розташований на південному сході  Німеччини в долині річки Зале біля міста Галле. 

## Загальний опис
У Гейзельтальському буровугільному басейні знаходиться викопне озеро Гейзельталь в якому знаходять рештки буровугільних рослин дивовижного збереження. Тут, у бурому вугіллі еоценового віку трапляються представники практично усіх груп тварин і рослин, що існували в цих місцях близько 40-50 млн років тому, у тому числі:
Propalaeotherium, Godinotia, Lophiodon, Oxyaenoides, Asiatosuchus, Geoemyda, Trogulidae і Psiloptera.